# Ancylocera cardinalis
Ancylocera cardinalis is een keversoort uit de familie van de boktorren (Cerambycidae). De wetenschappelijke naam van de soort werd voor het eerst geldig gepubliceerd in 1823 door de Zweedse entomoloog Johan Wilhelm Dalman.